# Drongószajkó
A drongószajkó (Platysmurus leucopterus) a madarak osztályának verébalakúak (Passeriformes) rendjébe és a varjúfélék (Corvidae) családjába tartozó Platysmurus nem egyetlen faja.

## Rendszerezése
A fajt Coenraad Jacob Temminck holland arisztokrata és zoológus írta le 1824-ben, a Glaucopis nembe Glaucopis leucopterus néven.

## Alfajai
- Platysmurus leucopterus aterrimus (Lesson, 1831) - Borneó
- Platysmurus leucopterus leucopterus (Temminck, 1824) - Maláj-félsziget és Szumátra [2]

## Előfordulása
Délkelet-Ázsiában, Indonézia, Malajzia, Mianmar, Laosz, Szingapúr és Thaiföld  területén honos. Természetes élőhelyei a szubtrópusi vagy trópusi síkvidéki esőerdők és mocsári erdők. Állandó, nem vonuló faj.

## Megjelenése
Testhossza 41 centiméter, testtömege 178-182 gramm.

## Természetvédelmi helyzete
Az elterjedési területe rendkívül nagy, egyedszáma ugyan csökken, de még nem éri el a kritikus szintet. A Természetvédelmi Világszövetség Vörös listáján nem fenyegetett fajként szerepel.